# Santa Rosalía
Santa Rosalía là một khu tự quản thuộc tỉnh Vichada, Colombia. Thủ phủ của khu tự quản Santa Rosalía đóng tại Santa Rosalía Khu tự quản Santa Rosalía có diện tích 2018 ki lô mét vuông. Đến thời điểm ngày 28 tháng 5 năm 2005, khu tự quản Santa Rosalía có dân số 1470 người.